# Tariq Owens
Tariq Amir Owens (Utica, Nueva York, 30 de junio de 1995) es un jugador de baloncesto estadounidense que pertenece a la plantilla del Vanoli Cremona de la Lega Basket Serie A. Con 2,08 metros de estatura, juega en la posición de ala-pívot.

## Trayectoria deportiva

### Universidad
Jugó una temporada con los Volunteers de la Universidad de Tennessee, en la que promedió 1,2 puntos y 1,1 rebotes por partido. Fue transferido entonces a los Red Storm de la Universidad St. John's, donde tras el año en blanco que impone la NBA, jugó dos temporadas más, en las que promedió 6,8 puntos, 5,5 rebotes y 2,5 tapones por encuentro.
Al término de esa temporada, fue transferido como estudiante graduado a los Red Raiders de la Universidad Tecnológica de Texas, donde jugó su cuarta temporada como universitario, en la que promedió 8,7 puntos, 5,8 rebotes y 2,4 tapones, ayudando a su equipo a disputar la final de la División I de la NCAA esa temporada. Fue incluido en el mejor quinteto defensivo de la Big 12 Conference.

#### Estadísticas
| Año     | Equipo     | PJ       | PT       | MPP      | %TC      | %3P      | %TL      | RPP      | APP      | ROB      | TPP      | PPP      |
| ------- | ---------- | -------- | -------- | -------- | -------- | -------- | -------- | -------- | -------- | -------- | -------- | -------- |
| 2014–15 | Tennessee  | 28       | 5        | 7.6      | .353     | .000     | .526     | 1.1      | .1       | .2       | .5       | 1.2      |
| 2015–16 | St. John's | Redshirt | Redshirt | Redshirt | Redshirt | Redshirt | Redshirt | Redshirt | Redshirt | Redshirt | Redshirt | Redshirt |
| 2016–17 | St. John's | 32       | 8        | 18.8     | .504     | .000     | .750     | 5.2      | .5       | .6       | 2.2      | 5.2      |
| 2017–18 | St. John's | 33       | 26       | 30.3     | .504     | .324     | .690     | 5.9      | .5       | .6       | 2.8      | 8.4      |
| 2018–19 | Texas Tech | 38       | 37       | 25.4     | .611     | .250     | .780     | 5.8      | .7       | .5       | 2.4      | 8.7      |
| Total   | Total      | 131      | 76       | 21.2     | .533     | .282     | .725     | 4.7      | .5       | .5       | 2.0      | 6.2      |

### Profesional
Tras no ser elegido en el Draft de la NBA de 2019, se unió a los Phoenix Suns para disputar las Ligas de verano de la NBA, en las que jugó dos partidos, promediando 1,0 puntos, 2,0 rebotes y 1,0 tapones. Después de no contar con él para la temporada, fue asignado a su filial de la G League, los Northern Arizona Suns. El 15 de enero de 2020 los Phoenix Suns firmaron a Owens un contrato dual, para jugar en ambos equipos.
El 19 de julio de 2022 fichó por el Pallacanestro Varese de la Lega Basket Serie A italiana.
El 27 de julio de 2023 fichó por el Napoli Basket, también de la Lega Basket Serie A italiana.
El 3 de agosto de 2024 fichó por el Vanoli Cremona italiano.

## Estadísticas de su carrera en la NBA

### Temporada regular
| Año     | Equipo  | PJ | PT | MPP | %TC  | %3P  | %TL   | RPP | APP | ROB | TPP | PPP |
| ------- | ------- | -- | -- | --- | ---- | ---- | ----- | --- | --- | --- | --- | --- |
| 2019-20 | Phoenix | 3  | 0  | 5.0 | .200 | .000 | 1.000 | 1.0 | .0  | .3  | .0  | 1.3 |
| Total   | Total   | 3  | 0  | 5.0 | .200 | .000 | 1.000 | 1.0 | .0  | .3  | .0  | 1.3 |